# Самнорвуд (Техас)
Самнорвуд (англ. Samnorwood) — переписна місцевість (CDP) в США, в окрузі Коллінгсворт штату Техас. Населення — 24 особи (2020).

## Географія
Самнорвуд розташований за координатами 35°3′0″ пн. ш. 100°16′53″ зх. д. / 35.05000° пн. ш. 100.28139° зх. д. (35.050114, -100.281401).  За даними Бюро перепису населення США в 2010 році переписна місцевість мала площу 4,23 км², уся площа — суходіл.

## Демографія
Згідно з переписом 2010 року, у переписній місцевості мешкала 51 особа в 16 домогосподарствах у складі 14 родин. Густота населення становила 12 осіб/км².  Було 23 помешкання (5/км²).
Расовий склад населення:
| - 98,0 % — білих - 2,0 % — корінних американців |

До двох чи більше рас належало 0,0 %. Частка іспаномовних становила 0,0 % від усіх жителів.
За віковим діапазоном населення розподілялося таким чином: 31,4 % — особи молодші 18 років, 58,8 % — особи у віці 18—64 років, 9,8 % — особи у віці 65 років та старші. Медіана віку мешканця становила 36,5 року. На 100 осіб жіночої статі у переписній місцевості припадало 131,8 чоловіків;  на 100 жінок у віці від 18 років та старших — 118,8 чоловіків також старших 18 років.
Цивільне працевлаштоване населення становило 7 осіб. Основні галузі зайнятості: сільське господарство, лісництво, риболовля — 42,9 %, освіта, охорона здоров'я та соціальна допомога — 28,6 %, будівництво — 28,6 %.